# 毛日乡
毛日乡，是中华人民共和国四川省阿坝藏族羌族自治州金川县下辖的一个乡镇级行政单位。

## 行政区划
毛日乡下辖以下地区：
撒尔足村、热它村、壳它村、毛日村、甲克村、伊生村和七一村。